# Палео (настільна гра)
Палео (англ. Paleo) — настільна гра Петера Рустемайєра, випущена у 2020 році та видана в Німеччині компанією Hans im Glück. Це кооперативна пригодницька гра, тема якої — виживання племені в епоху кам'яної доби. В Україні локалізована видавництвом Feelindigo.

## Опис
Кожен гравець керує одним або кількома персонажами з метою забезпечити виживання всієї групи персонажів (тобто всіх гравців), що утворюють плем'я, і виконати квести. Гра є кооперативною.
Гра завершується перемогою, коли гравці зберуть 5 плиток, що утворюють фреску (символізує успішне виконання квестів), або поразкою, якщо плем'я отримає 5 плиток із зображенням черепів (символізує смерть персонажів).
У грі присутні кілька наборів карт, які називаються модулями, що комбінуються між собою для створення нового сценарію з кожною новою грою.
Гра отримала нагороду Kennerspiel des Jahres у 2020 році.

## Доповнення
| Рік  | Оригінальна назва      | Автор            | Коментар                                                                                              |
| ---- | ---------------------- | ---------------- | --- |
| 2021 | Paleo: A new beginning | Петер Рустемайєр | Додано ігрове поле «ферма», нові базові карти та карти персонажів, 6 нових модулів (M, N, O, P, Q, R) |

### Міні-доповнення
| Рік  | Оригінальна назва           | Автор            | Коментар                             |
| ---- | --------------------------- | ---------------- | ------------------------------------ |
| 2020 | Paleo: The terror Birds     | Петер Рустемайєр | Новий модуль: K                      |
| 2021 | Paleo: Der Initiationsritus | Петер Рустемайєр | Новий модуль: L                      |
| 2022 | Paleo: The Flash of wit     | Петер Рустемайєр | Нові карти Снів та 2 нові карти Ідей |
| 2023 | Paleo: The hornets          | Петер Рустемайєр | Новий модуль: S                      |
| 2024 | Paleo: The White Whale      | Петер Рустемайєр | Новий модуль: T                      |

## Нагороди
| Рік  | Церемонія        | Категорія                 | Статус     |
| ---- | ---------------- | ------------------------- | ---------- |
| 2021 | Spiel des Jahres | для досвідчених гравців   | Переможець |
| 2021 | As d'Or          | для експертів             | Номінант   |
| 2021 | Gioco dell'Anno  | Гра року                  | Номінант   |
| 2020 | Golden Geek      | Найкраща кооперативна гра | Номінант   |